# Marinarozelotes lyonneti
Marinarozelotes lyonneti es una especie de araña araneomorfa del género Marinarozelotes, familia Gnaphosidae. Fue descrita científicamente por Audouin en 1826.
Se distribuye por Macaronesia, desde el Mediterráneo hasta Asia Central. Introducido en EE. UU., México, Perú y Brasil. El cuerpo del macho mide aproximadamente 4,3-5,1 milímetros de longitud y el de la hembra 6,3-7,9 milímetros.